# История Воронежа (1682—1725)

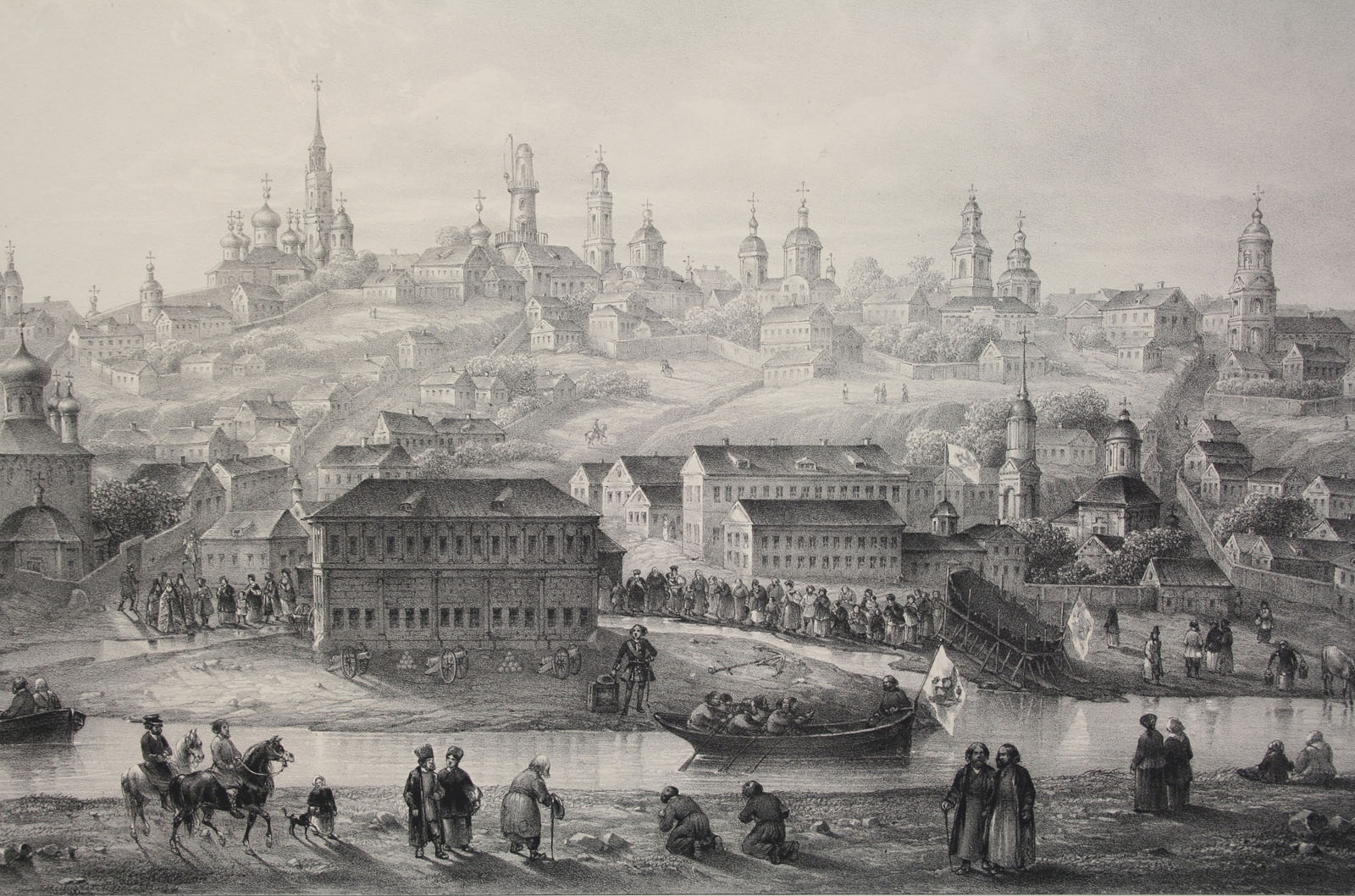
Гравюра Воронежа XVIII века

Воро́неж — с 1682 года по 1725 год город в русском государстве, с 1682 года — центр Воронежской епархии, с 1715 года административный центр Азовской губернии. В 1705—1709 годах население города насчитывало около 30-40 тыс. человек.
В 1696—1725 годы Воронеж располагался на правом берегу реки Воронеж в основном в районе современной Адмиралтейской площади.
С 1696 года по 1722 год Пётр I посещал Воронеж 13 раз, проведя в городе более 500 дней. В эти дни Воронеж фактически играл роль столицы России.
В 1699 году в Воронеже был подписан договор о союзе между Россией и Данией.
В Воронеже Петром I был сделан макет крепости, которую он повелел построить князю Меншикову у Котлина острова. Эта крепость получила название Кронштадт.

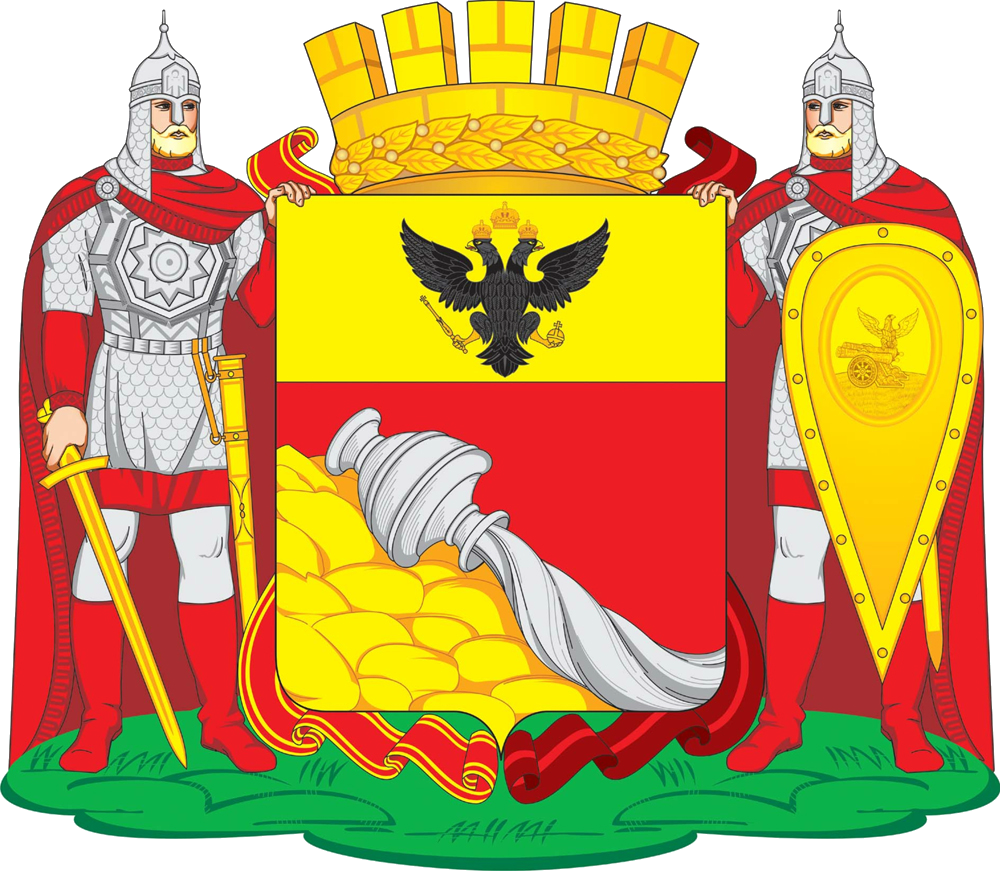
Вензель Петра I на современном Гербе Воронежа

Из Воронежа в Москву А. А. Виниусу было отправлено первое письмо с личным вензелем Петра I, который изображён сейчас на современных Гербе и Флаге города Воронеж .
В 1696—1711 годах в Воронеже и прилегающих к Воронежскому адмиралтейству было построено около 215 кораблей для первого в истории России регулярного Военно-Морского флота, благодаря которому удалось завоевать крепость Азов, а впоследствии подписать мирный договор с Турцией для начала войны со Швецией.
На борту галеры «Принципиум», собранной в Воронеже из частей, доставленных из села Преображенского, Петр I по пути в Азов подписал «Устав по галерам», который можно рассматривать как первый военно-морской устав России. В Воронеже был построен и торжественно спущен на воду первый линейный корабль «Гото Предестинация» («Божье Предопределение»), на котором был поднят Андреевский флаг, освященный в Адмиралтейской церкви.
В апреле 1696 года Пётр I отправил в город Костёнск (ныне село Костёнки) солдата Преображенского полка Филимона Катасонова для обследования найденных там больших костей (прим. костей мамонта). Этот год можно считать началом археологических исследований в России.

## Воронежская епархия

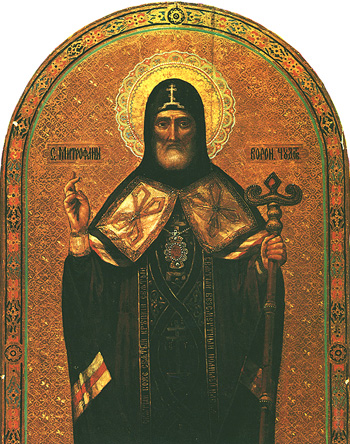
Святитель Митрофан

В 1682 году по решению собора была образована Воронежская епархия
. Её первым главой стал епископ Митрофан (1623—1703 гг.) в возрасте 58 лет.
Епископ Митрофан после своего назначения стал инициатором строительства нового Благовещенского кафедрального собора из камня взамен старого. По распоряжению из Москвы на строительство храма в 1684 году было выделено 100 пудов железа, а в 1685 году — ещё 200.
В 1690 году между купцом Воронежа Федотом Аникеевым и церковью возник спор из-за того, что его лавка перегораживала прямой выход из Благовещенского собора. Лавку требовали снести, но купец на это не соглашался. При этом был нарисован план Воронежа того времени. Несмотря на то, что масштаб на чертеже не выдержан, можно рассмотреть существовавшие тогда слободы, крепость, дороги из неё и некоторые здания. Автор этого ценного исторического документа не известен. Тем не менее, на плане внизу есть надпись о том, что данный документ заверен дьяконом Титом.
По распоряжению Петра I Успенский монастырь был переведён в Алексеевский Акатов монастырь, а в 1702 году Покровский девичий монастырь был переведён на место, которое называлось Терновая поляна.
Епископ Митрофан оказывал Петру I поддержку, в том числе и финансовую. На постройку кораблей епископ пожертвовал в Воронежское адмиралтейство 3000 рублей, за что был пожалован царской грамотой.

23 ноября 1703 года умер святитель Митрофан. После заупокойного богослужения Петр I сказал всем присутствующим: 
Стыдно нам будет, если мы не засвидетельствуем нашей благодарности благодетельному сему пастырю отданием ему последней почести. Итак вынесем его тело сами.

## Строительство кораблей

### Кумпанское строительство кораблей
При подготовке первого азовского похода зимой 1695 года построенные в Преображенском корабли (трёхпушечные галеры «Принципиум», «Капитана Вейде», «Капитана Пристава», «Капитана Быковского», «Капитана Ф. Хотуновского», «Капитана Гротта», «Капитана Шаутбенахта де Лозьера» и др.) в разобранном виде доставлялись в Воронеж, где собирались и спускались на воду. Трёхпушечная галера «Адмирала Лефорта» была построена в Голландии в 1694 году, в 1695 году в разобранном состоянии на корабле доставлена в Архангельск, а в феврале 1696 года перевезена в Воронеж. Кроме того, из Австрии были приглашены инженерные специалисты. В Воронеже и Воронежском уезде было подготовлено к спуску 522 струга, 42 мореходных лодки, 134 плота. Впервые в истории города такое большое количество ненагруженных кораблей ушло вниз по течению.
Первый Азовский поход Петра I не принёс больших побед России. Крепость Азов завоевать не получилось. Неудачи были связаны с отсутствием военного флота. Поэтому Петр I принял решение начать его строительство. Местом для этого был выбран город Воронеж из-за своего стратегического положения. Во-первых, город находился на реке Воронеж, которая впадала в Дон. Во-вторых, рядом с городом были леса, которые могли быть использованы как строительный материал. В-третьих, жители Воронежа имели опыт строительства речных судов и управления ими (каждый год на судах из Воронежа донским казакам вниз по течению отправлялись порох, продукты и др.).
Из-за нехватки денег было принято решение строить флот с помощью кумпанств. Для улучшения управления каждому кумпанству было велено иметь двух начальников.
Строительство военных кораблей на Воронежской верфи началось в 1696 году с прибытием в Воронеж Петра. Все корабельные лесные массивы у реки Воронеж царь приказал отобрать, а самовольные вырубки дуба и осины были запрещены под страхом смертной казни. Лес был разделён между кумпанствами с указанием бережного отношения к нему. Следить за выполнением этих поручений Петр I велел Антону Лаврентьевичу Веневитинову, который все свитки с распоряжениями не уничтожал, а складывал в архив. В конце XIX века его потомок, Михаил Алексеевич Веневитинов нашёл их в доме и опубликовал в книге «Из воронежской старины», которой и сейчас пользуются учёные. Брат А. Л. Веневитинова Фаддей Антонович Веневитинов (ум. 1747) в 1726 году вместе с воронежскими купцами Потапом Гардениным, Максимом Сергеевичем Тулиновым и братьями Поставоловами взяли в аренду государственную суконную фабрику, которая располагалась в Таврове. Фабрика впоследствии обанкротилась, но Максим Сергеевич Тулинов успел заработать на этом большие деньги, что в будущем дало ему возможность с 1729 года владеть в Воронеже большой сукновальней.
Воронеж с прилегающими к нему уездами стал одним из первых мест в России, где начали использовать пилы. Для строительства судов сначала разрешалось использовать и топоры, потому что пил не хватало. Впоследствии применение топоров было запрещено совсем под страхом непринятия судов из тёсаного леса.
Первые корабли, Принципиум, Святой марк и Святой Матвей был построены и торжественно спущены на воду галеры 2 апреля 1696 года. Этот день считается датой основания регулярного военно-морского флота России.
31 октября 1698 года Петр I приехал в Воронеж. В письме московскому дьяку Виниусу он сообщает:
Мы слава Богу, дело в изрядном состоянии нашли, флот и магазины обрели.
Это было первое впечатление царя. После более тщательного изучения им состояния дел его мнение изменилось.

### Государственное строительство кораблей
Строительство кораблей кумпанствами показало свою неэффективность Поэтому было принято решение отказаться от кумпанств и начать строить корабли на казённые деньги.

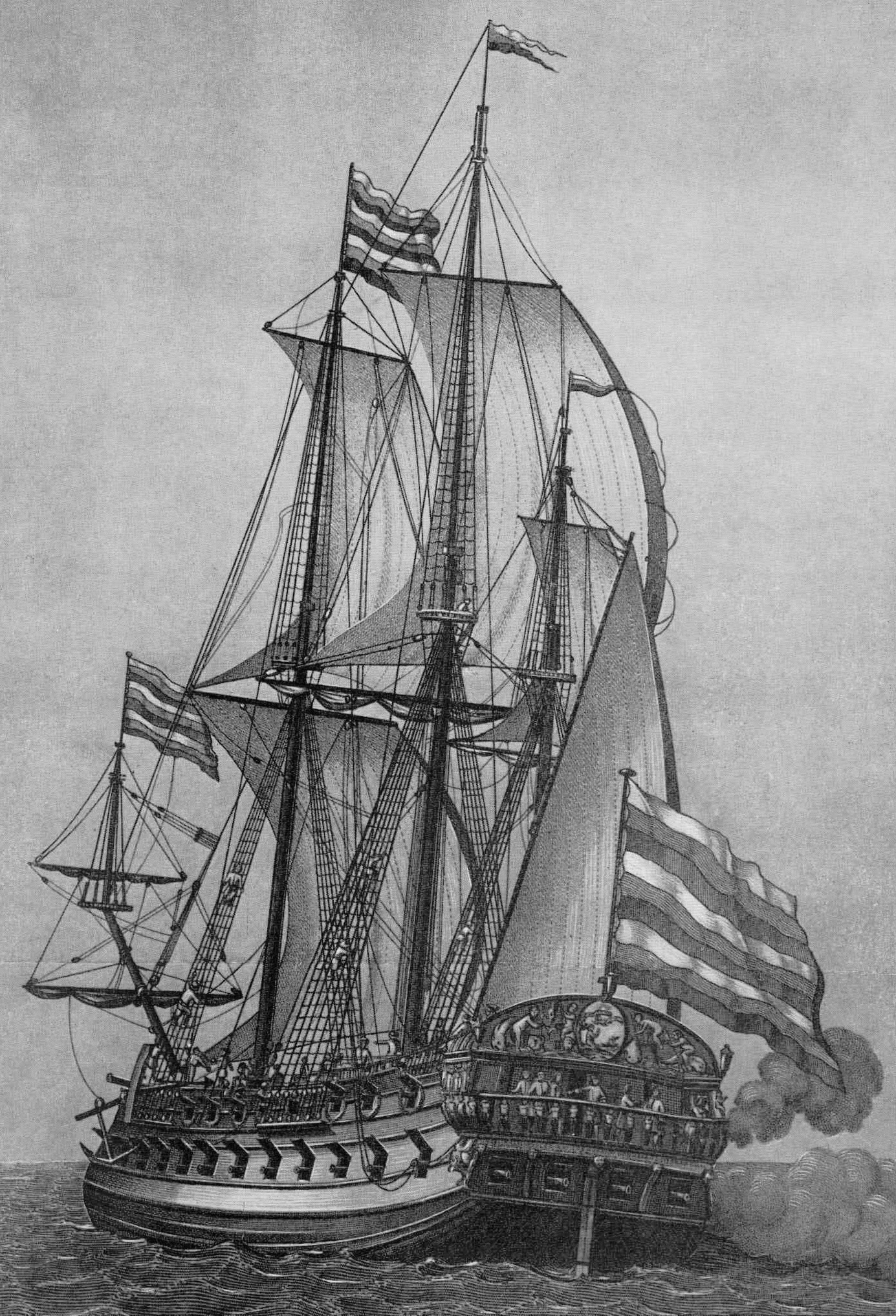
Линейный корабль «Гото Предестинация»

19 ноября 1698 года на воронежской верфи под его руководством начал строиться 58-пушечный корабль, у которого киль имел особую форму. Чертежи этого судна царь сделал сам. Корабль получил имя «Гото Предестинация» («Божье Предведение»). Через несколько недель, в середине декабря, монарх покинул Воронеж, а строительством «Гото Предестинация» по его распоряжению занялся корабельный мастер Федосей Моисеевич Скляев.

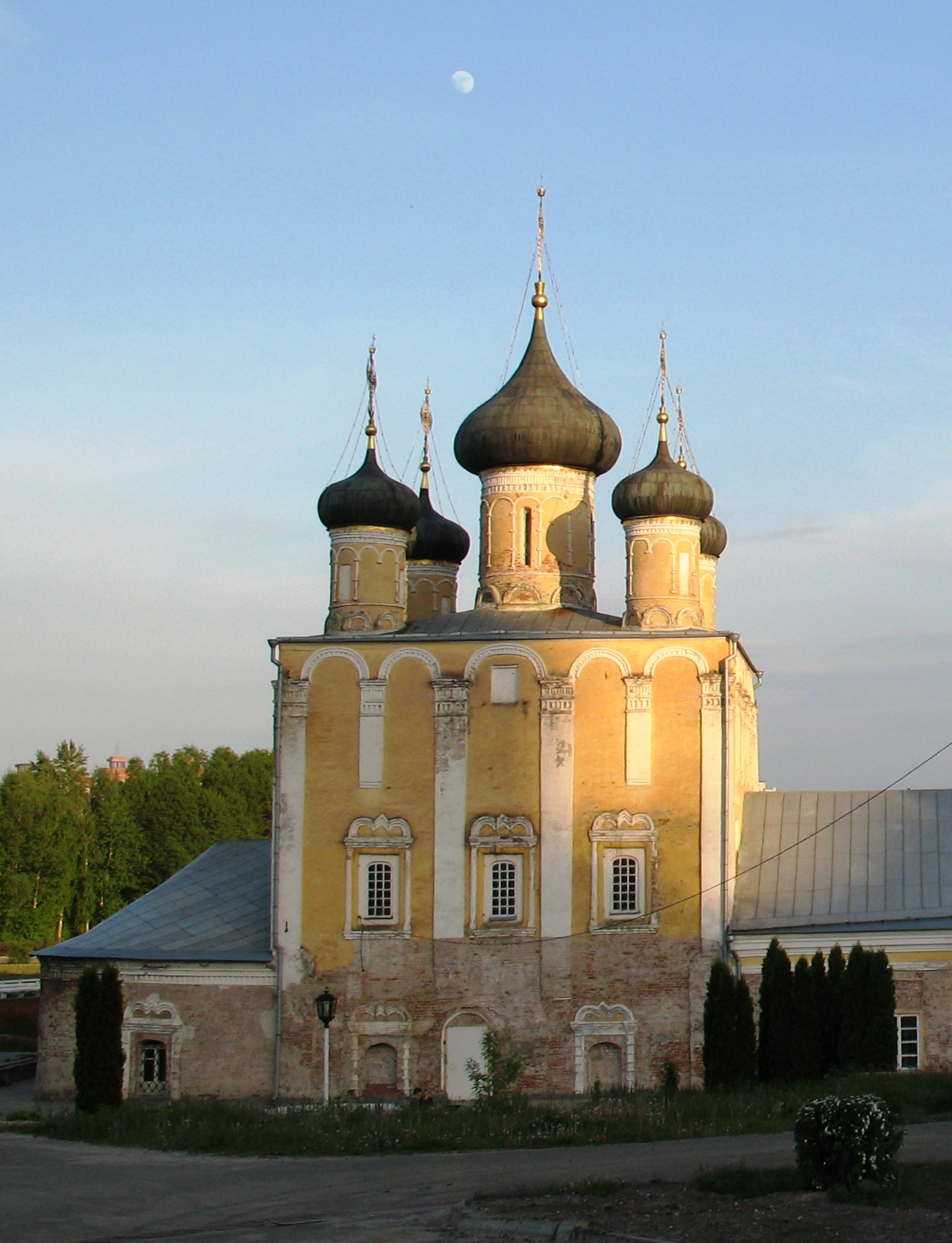
Адмиралтейская церковь

27 апреля 1700 года в присутствии царевича Алексея Петровича, царевны Натальи Алексеевны (сестры Петра I), иностранных послов и других почётных гостей был спущен на воду 58-пушечный корабль «Гото Предестинация», который был построен по чертежам царя. На корабле был поднят Андреевский флаг, который был освящён в Адмиралтейской церкви.
Посол Дании Поль Гейнс отзывается о корабле «Божьем Предведении» как о шедевре. Корнелий де Бруин также сообщает о красоте этого судна, отмечая, что каюта капитана была обита ореховым деревом.
По сведениям Корнелия де Бруина. в начале XVIII века Воронежский флот насчитывал более 68 кораблей, 21 галер и около 200 бригантин.
После 1705 года строительство кораблей вследствие постепенного обмеления реки было перенесено сначала в Тавров.
Последний раз Петр I посетил Воронеж после Персидского похода в 1722 году.

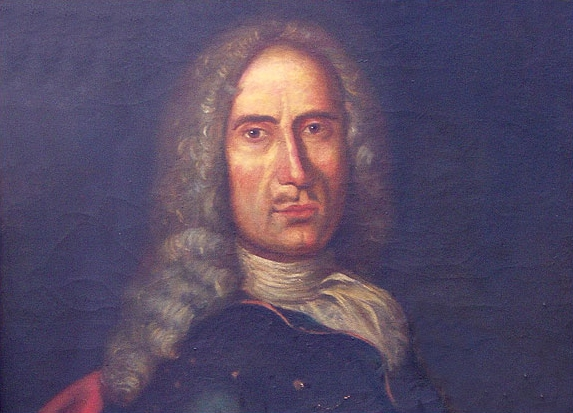
Змаевич М. Х.

В 1723 году по распоряжению Петра I в Воронеж был отправлен вице-адмирал Змаевич Матвей Христофорович. Ему было велено подготовить корабли для возможной войны с Турцией. Он также должен был проследить за расчисткой русла реки Воронеж. Вице-адмирал все указания царя выполнил. Тем не менее впоследствии воронежская верфь была полностью упразднена.
Всего в 1696—1711 годах в Воронеже и прилегающих к Воронежскому адмиралтейству городах было построено около 215 кораблей.

## Общественная жизнь

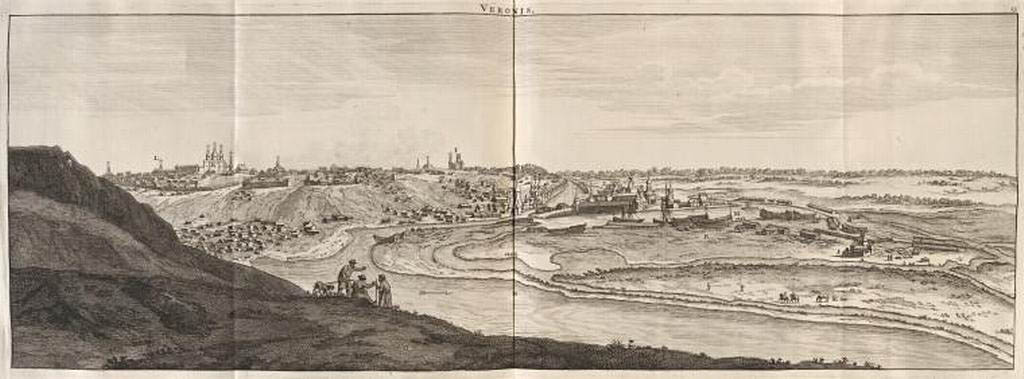
Воронеж 1703 года (гравюра К. де Бруина)

Барон Гизен в своих записях о Воронеже 1709 года сообщает, что на берегу реки находилась немецкая слобода. В пригородах жили русские, англичане, итальянцы, немцы и голландцы. В Воронеже были царский двор, дом князя Меншикова и дом адмирала, графа Апраксина. Для иностранцев были построены две евангельские церкви и две лютеранские кирхи.
В 1700 году в Воронеже были установлены большие железные часы с пятью боевыми колоколами. Это были одни из первых общественных часов в России. В то время их появление в городе означало повышение его статуса. В октябре 1700 года для работы часовщиком из Москвы в Воронеж прибыл дьякон Иван Яковлев, которому в месяц платили 1 рубль. После Яковлева часами заведовал Микула Митрохин.
В 1697 году важным событием в Воронеже стало появление первых общественных бань, которые были построены на средства купца Савы Малыгина. Указа на их строительства не было. Поэтому это стало поводом отобрать бани в казну и выставить их на аукцион, в котором победивший получал право арендовать их 10 лет.
В 1708-1709 годах во время восстания Булавина в Воронеже было казнено несколько сотен человек. На некоторых казнях присутствовал Пётр I.
При этом существовала проблема найти людей для исполнения обязанностей палача. Поэтому во время строительства флота эта работа стала оплачиваться выше — 12 рублей в год вместо 4.

## Здравоохранение
В местах строительства флота находилось большое количество людей. Из-за антисанитарных условий и плохого питания возникали эпидемии. Летом 1701 года помощник адмералтейца П. М. Игнатьев писал в донесении царю:
В борах работных людей лежит большая половина. Солдат больше ста человек. Истинно, государь, куда не поедешь, везде мостом лежат.
Болезни продолжались и потом. Так 11 сентября 1703 года Ф. М. Апраксин сообщал в письме Петру I:
За грех мой зело много померло, такожде и больных множество.»
Царь на это писал:
Божий гнев уже третий год, но буди в том воля, кто всем владеет.
В июле 1705 года в Воронеже, Таврове и в месте впадения реки в Дон года заболело 2218 человек.
Все эти события в Воронеже и других городах привели к тому, что был издан сенатский указ о том, чтобы «в знатных городах» появились лекари. При этом приписывалось содержать их на средства города, предоставить им квартиру и освободить от других обязанностей.

## Наука и образование
В апреле 1696 года царь узнал, что в городе Костёнске (ныне село Костёнки) найдены большие кости (прим. кости мамонта). После этого им был отправлен туда солдат Преображенского полка Филимон Катасонов для проведения раскопок. Этот год можно считать началом археологических исследований в районе Воронежа.
В 1702 году из Воронежа к устью реки Воронеж ушли 15 боевых кораблей, из них только три — «Разжённое железо», «Святая Наталья» и «Святой Георгий» — были полностью укомплектованы офицерами и матросами. 2 мая 1702 года Апраксин в своём письме в Москву писал, что офицеры на воронежской верфи очень нужны. В 1703 году в Воронеже открывается первая городская школа для подготовки младших офицеров. Непроявивших больших способностей к учёбе отправляли в мастеровые. Это была первая в России школа такого профиля. В 1714 году появилось первое городское учебное заведение для детей от 10 до 15 лет.

## Органы власти

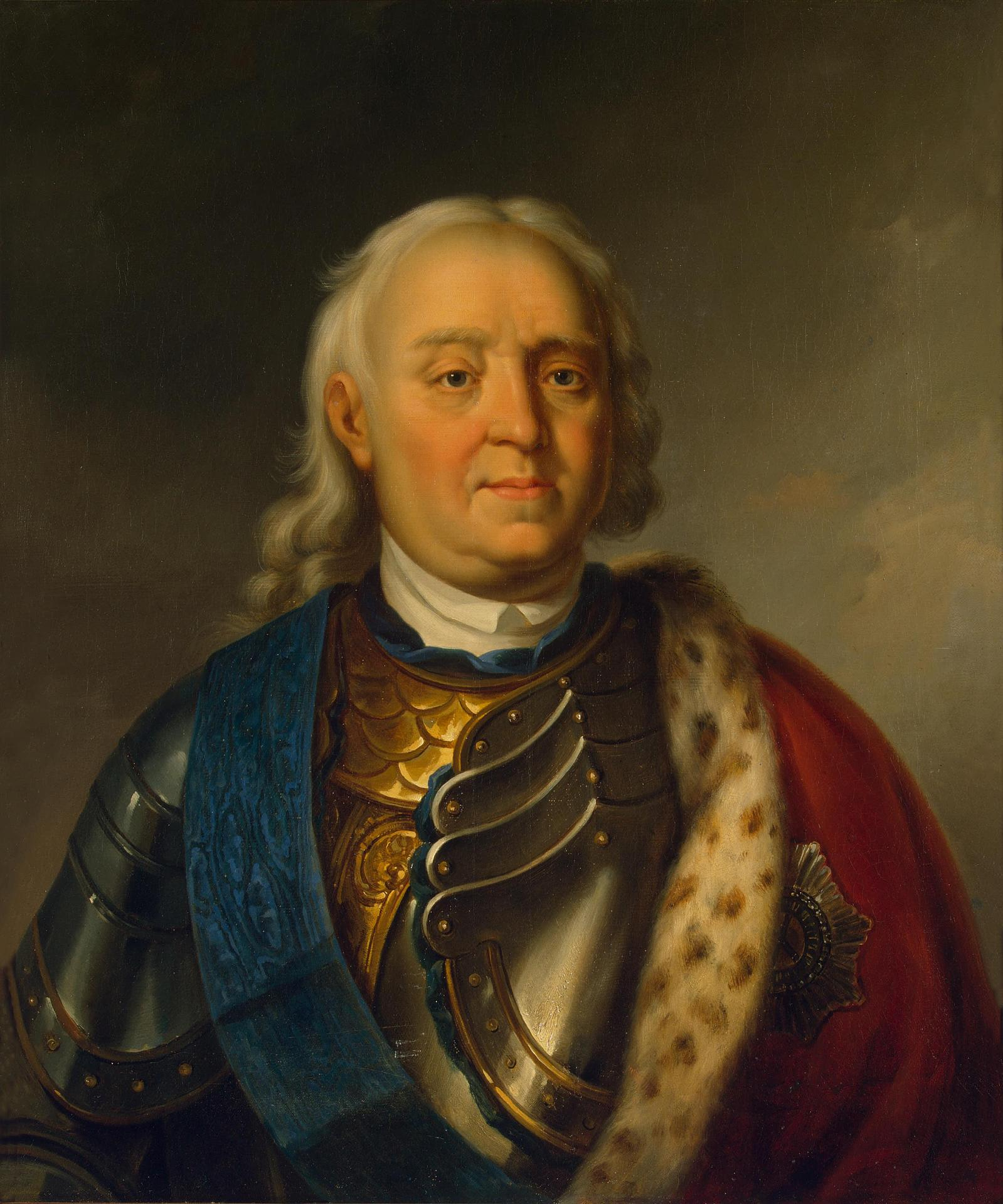
Апраксин Ф. М.

До 1700 года руководителями города были воеводы. На эту должность из Москвы назначались князья и стольники. Срок их службы длился 2 года. Были случаи, когда через два года работы воеводы в Разрядном приказе поступала челобитная о продлении его срока. Такое прошение могло поступать от самого воеводы, но чаще по его распоряжению писалась коллективная челобитная от населения города. Например, в 1690 году Воронежцы отправили в Москву коллективную челобитную с просьбой повторно назначить О. А. Нармацкого воеводой Воронежа. В Москве просьба была рассмотрена и отклонена. 16 декабря 1693 года в Москву было подано прошение от жителей Воронежа о том, чтобы оставить воеводой М. И. Леонтьева. На основании этого прошения, а также челобитной самого воеводы он был оставлен на этой должности ещё на год.
В своих действиях воевода сильно зависел от распоряжений из Москвы. Так например, в 1684 году по распоряжению из Москвы был проведён ремонт воронежской крепости. В частности был сделан из камня выход потайного хода к роднику.
Во время введения по всей стране системы единых мер длины, площади, объёма.
воеводам предписывалось следить за правильностью её соблюдения. Для этого воронежским воеводам доставлялись из Белгорода образцы медных осьмины и четверика, а также два гребла (предмета для выравнивания сыпучих товаров по краю).

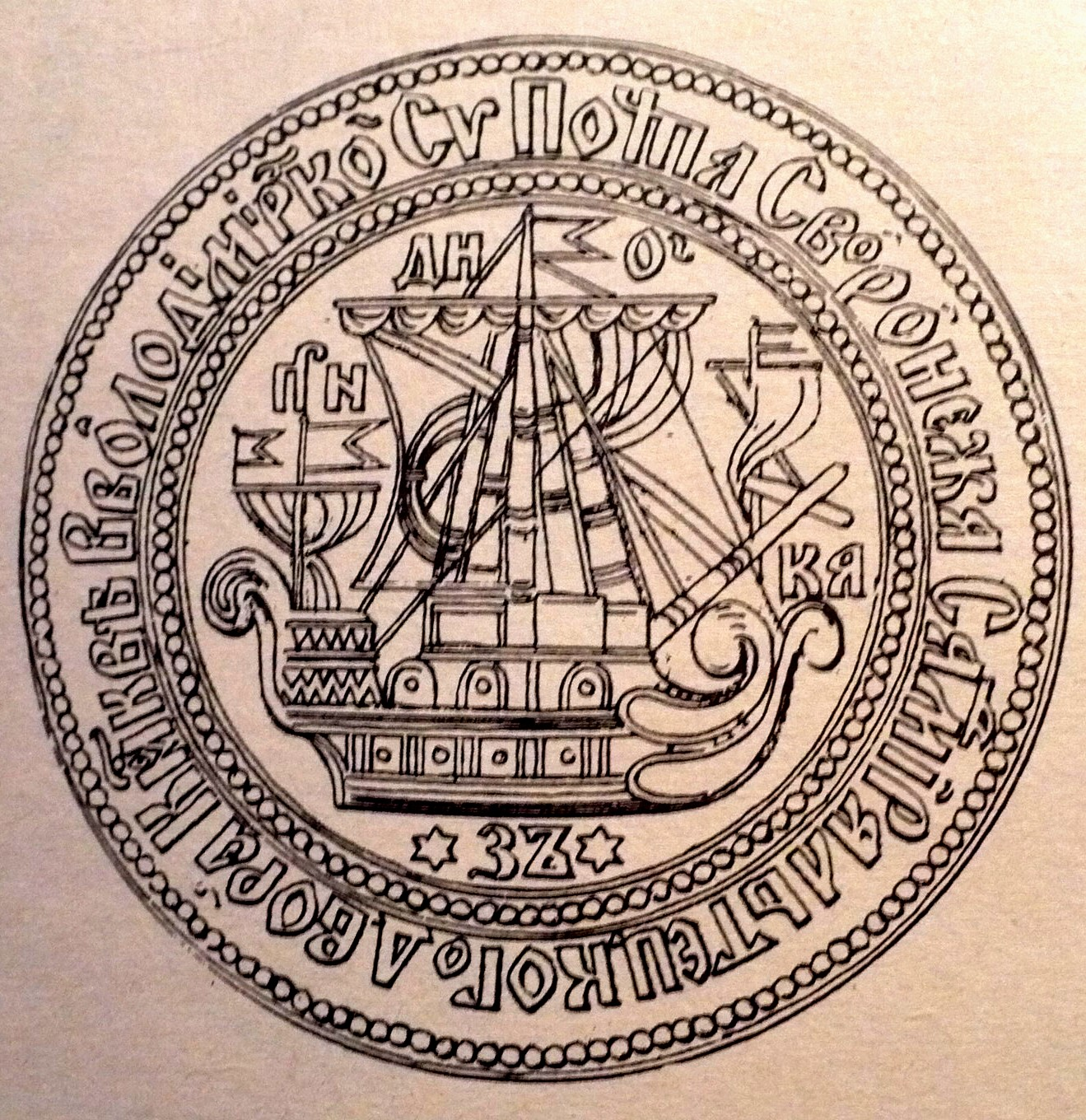
Почтовая печать Воронежского адмиралтейства (1698—1712 гг.)

В 1696 году Пётр I вводит новую должность адмиралтейца, которому и стал подчиняться воевода. Первым адмиралтейцем был назначен Протасьев А. П. В это время воевода продолжал выполнять обязанности управления городом, а также ему было поручено руководить работами по расчистке русла реки Воронеж. Сохранились документы 1697 года о распоряжении воронежского воеводы о том, чтобы жители Рамони и Чертовицкого убрали на реке деревянные ограждения, используемые ими для ловли рыбы.
В 1700 году адмиралтейцем Петр I назначил Ф. М. Апраксина, а Протасьева А. П. смещает с этой должности за казнокрадство. В этом же году Воронеж перестал подчиняться воеводе Белгородского полка. В Воронеже был создан Адмиралтейский приказ. Его начальник (адмиралтеец) стал руководителем города, а воеводы перешли в его подчинение. В делах Ф. М. Апраксину помогал подьячий Игнат Моторин, в доме которого останавливался Пётр Первый.
В ходе Областной реформы 1708 года по указу Петра I была сформирована Азовская губерния, которая состояла из 5 провинций — Воронежской, Елецкой, Тамбовской, Шацкой, Бахмутской, с 50 городами. Главой (генерал-губернатором) был назначен Толстой И. А. При этом Воронежская провинция стала обер-комендантской с центром в Воронеже под управлением Апраксина Фёдора Матвеевича. Статуса губернии у неё не было, но фактически до 1712 года ею являлась. Потом она была включена в Азовскую губернию, которую теперь уже возглавил Апраксин Ф. М. Под его руководством центр Азовской губернии был переведен в Воронеж. В 1725 году после смерти Петра I Азовская губерния была переименована в Воронежскую.